# FloEFD

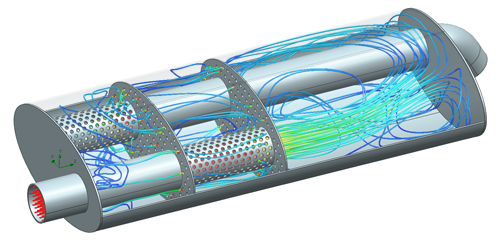
Strömungssimulation eines Auspufftopfs, Geschwindigkeitsverteilung durch Stromlinien dargestellt

FloEFD ist eine Software zur Simulation von Strömungen und thermischen Vorgängen, welche auf dem Finite Volumen Verfahren basiert.

## Beschreibung

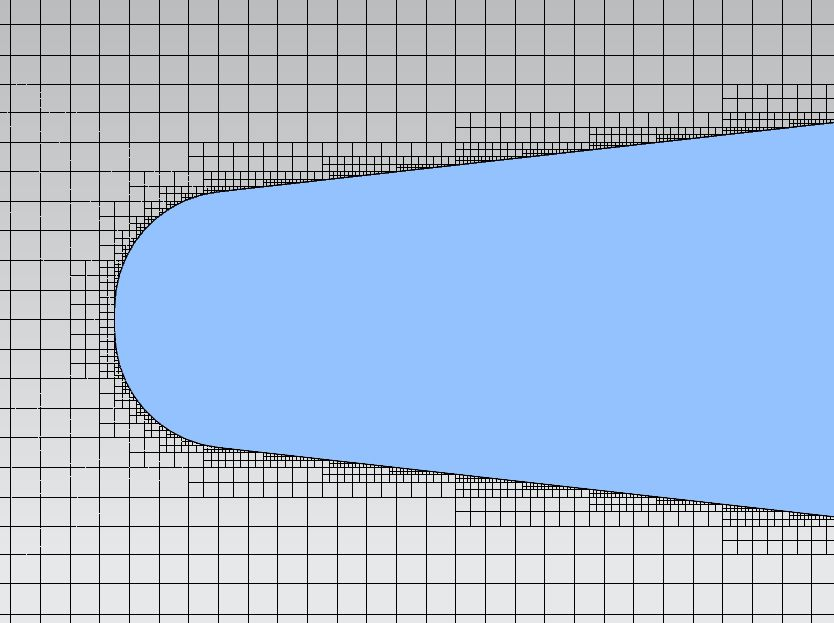
Kartesisches Netz (2D-Darstellung) zur Simulation einer dreidimensionalen Umströmung

Im Gegensatz zu vielen anderen CFD-Programmen (englisch: 'Computational Fluid Dynamics') werden bei FloEFD kartesische Netze verwendet. Ein weiteres bedeutendes Unterscheidungsmerkmal zu vielen anderen CFD-Programmen ist die Verwendung der Immersed-Boundary-Methode. Ein konventioneller CFD-Solver unterscheidet zwischen dem vom Fluid durchströmten Raum und Festkörpern dahingehend, dass beide Regionen getrennt vernetzt werden und eine Zelle entweder Fluid oder Solid ist. Bei der in FloEFD implementierten Immersed Boundary Methode kann eine Zelle hingegen aus Fluid, Solid oder beidem bestehen. Im einfachsten Fall besteht eine kartesische Zelle innerhalb der Festkörper-Fluid-Grenze aus zwei Kontrollvolumina (KV): einem Fluid-KV und einem Festkörper-KV. Durch den Einsatz sogenannter SmartCellsTM kann eine Zelle aus bis zu 20 Kontrollvolumina bestehen. FloEFD erkennt also anhand der CAD-Daten automatisch sich ergebende Strömungsräume und berücksichtigt diese bei der Erstellung der Berechnungsmodelle. Dadurch ergibt sich bei der Netzgenerierung, insbesondere bei der Simulation von geometrisch komplexen Elektroniksystemen, eine Zeitersparnis. FloEFD ist in diverse CAD-Systeme integriert. Die angeführten Eigenschaften erleichtern die Modellbildung und insbesondere den üblicherweise sehr aufwändigen Vernetzungsprozess erheblich.
FloEFD verfügt über Benutzeroberflächen in Deutsch, Englisch, Französisch, Russisch, Japanisch, Chinesisch und Koreanisch.

## Geschichte
Die erste Version der Software wurde in den 1980er Jahren am Moskauer Institut für Physik und Technologie (MIPT) entwickelt und war unter dem Namen Aeroshape-3D bekannt. 1998 übernahm die aus Deutschland stammende Nika GmbH die Rechte an der Software und führte den Begriff EFD ('Engineering Fluid Dynamics') ein. Damit sollte unterstrichen werden, dass die primäre Zielgruppe Ingenieure bzw. Konstrukteure sind. Solid Works war das erste CAD-System, in dem diese Software unter dem Namen Flow Simulation verfügbar war. 2006 wurde Nika von der englischen Flomerics Ltd übernommen, die 2008 wiederum von Mentor Graphics gekauft wurde. Schließlich übernahm Siemens Anfang 2017 Mentor Graphics.

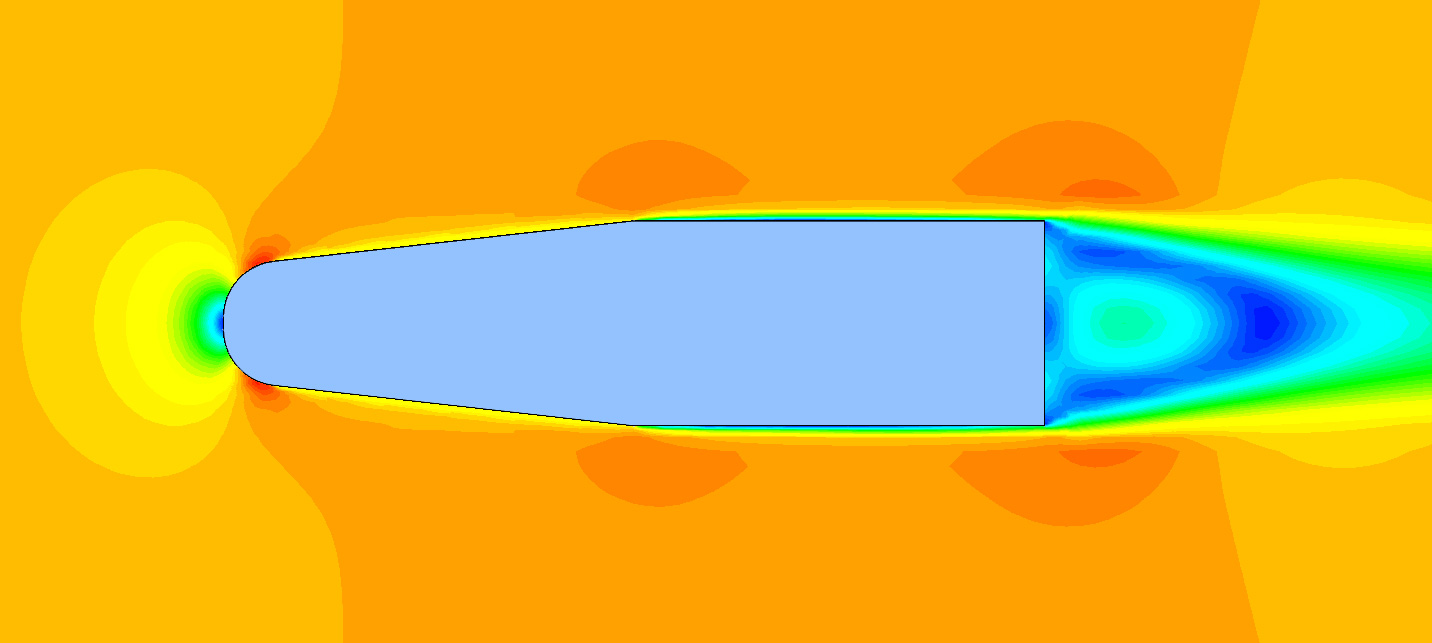
Umströmung eines Projektils mit Darstellung der Geschwindigkeit

## Hauptmerkmale
- Simulation von Strömungen und thermischen Vorgängen
- CAD integriert (Creo, NX, Catia, Solid Edge, Solid Works)
- Automatische Erkennung der Strömungsgebiete und Festkörper
- Automatischer Vernetzer mit kartesischen Netzen

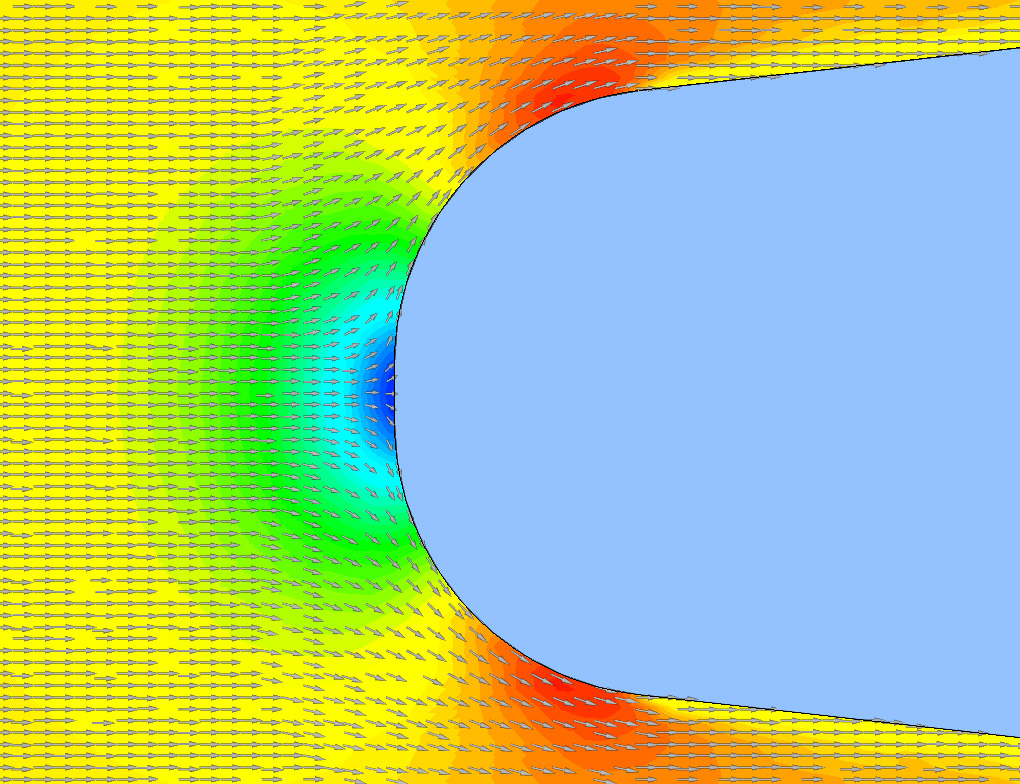
Geschwindigkeitsvektoren an einem umströmten Projektil

- Finite-Volumen Solver

## Zusatzmodule
- LED
- Elektronikkühlung
- HVAC (Heating, ventilation, and air conditioning)
- EDA Bridge
- Advanced – Verbrennungsmodellierung
- Advanced – Hyperschall